# Valmasque
La Valmasque est une rivière du département des Alpes-Maritimes, en région Provence-Alpes-Côte d'Azur, et un affluent droit du fleuve côtier la Brague.

## Géographie
De 8,4 km de longueur, la Valmasque prend source sur la commune de Mougins, près du centre équestre de Mougins le Haut, à 170 m d'altitude. 
Elle coule globalement du sud-ouest vers le nord-est et son parcours a été emprunté par l'autoroute A8 dite la Provençale.
Elle conflue sur la commune Biot, à la limite avec Antibes, à 12 m d'altitude, près du golfe de Biot.

### Communes et cantons traversées
Dans le seul département des Alpes-Maritimes, la Valmasque traverse les cinq communes suivantes, dans quatre cantons, dans le sens amont vers aval, de Mougins (source), Vallauris, Valbonne, Antibes et Biot (confluence).
Soit en termes de cantons, le Bouyon prend source dans le canton de Mougins, traverse les canton de Vallauris-Antibes-Ouest et canton du Bar-sur-Loup, et conflue dans le canton d'Antibes-Biot, le tout dans l'arrondissement de Grasse et dans les intercommunalités communauté d'agglomération Cannes Pays de Lérins et communauté d'agglomération Sophia Antipolis.

### Bassin versant
La Valmasque traverse une seule zone hydrographique « Côtiers de la Grande Frayère au Loup » (Y560) de 124 km2 de superficie,. Ce bassin versant est occupé à 67,64 %  de « territoires artificialisés », à 26,24 % de « forêts et milieux semi-naturels », à 5,91 % de « territoires agricoles ». 
Les cours d'eau voisins sont la Bouillide au nord-ouest et au nord, la Brague au nord-est et à l'est, le golfe Juan et la Mer Méditerranée au sud-est, au sud, et au sud-ouest et la Siagne et la Grande Frayère à l'ouest,.

### Organisme gestionnaire
Le SIAQUEBA ou Syndicat intercommunal de l'Amélioration de la QUalité des Eaux de la Brague et de ses Affluents, créé en février 1989 et concernant dix communes n'est plus l'organisme gestionnaire. 
L'organisme gestionnaire est le SMIAGE ou Syndicat Mixte Inondations, Aménagements et Gestion de l'Eau maralpin, créé en le 1er janvier 2017 , et s'occupe désormais de la gestion des bassins versants côtiers des Alpes-Maritimes, en particulier de celui du fleuve le Var. Celui-ci « a été reconnu comme EPTB, avec les félicitations du jury, lors de la séance du comité de bassin de l’Agence l’eau Rhône-Méditerranée-Corse du vendredi 22 juin 2018 car il porte à la fois des politiques liées à la prévention du risque inondation et la gestion des milieux aquatiques »,.

## Affluent
La Valmasque a un affluent référencé :
- le Fugueiret (rg[note 2]), 3,1 km sur les trois communes de Mougins, Valbonne et Biot.

### Rang de Strahler
Le rang de Strahler de la Valmasque est donc de deux par le Fugueiret.

## Hydrologie
Son régime hydrologique est dit pluvial méridional.

## Aménagements et écologie
Au nord-est de la source de la Valmasque, et à côté de la technopole de Sophia Antipolis, le conseil général maintient le parc département de la Valmasque,.

### Écologie
La Brague et ses affluents sont des cours d'eau de deuxième catégorie. La qualité des eaux était médiocre en 2008, sauf l'amont de la Valmasque : de bonne qualité.

### ZNIEFF
Une ZNIEFF de type II est décrite depuis 2003, pour 755 hectares et sur les quatre communes d'Antilles, Biot, Mougins et Valbonne référencée ZNIEFF 930020153 - Forêts de la Brague, de Sartoux et de la Valmasque.